# 小行星25638
小行星25638（25638 Ahissar）是一颗绕太阳运转的小行星，为主小行星带小行星。该小行星于2000年1月20日发现。

## 轨道参数
小行星25638的轨道半长轴为334 659 134 km
 2.2370263 UA，离心率为0.187。